# 蘇拉威西2009超火流星
蘇拉威西2009超火流星是在2009年10月8日世界時大約3:00之際發生於蘇拉威西島的南蘇拉威西省的沿海城市，並有火球爆炸聲傳遍印尼。估計這顆隕石在15-20公里的高空分裂，撞擊的能量在10,000-15,000噸TNT當量等效範圍內，並且最有可能在此範圍的頂端。撞擊體的直徑可能在5-10米。

## 外部連結
- Amateur video footage （页面存档备份，存于）